# 斉斉哈爾神社
斉斉哈爾神社（チチハルじんじゃ）はかつて満州国龍江省斉斉哈爾市（現在の中華人民共和国黒竜江省チチハル市）に存在した神社。

## 概要
日本の傀儡国家であった満州国に1934年（康徳元年・昭和9年）9月15日に建立された。
祭神は天照大神と明治天皇。また、神饌幣帛供進指定神社であった。